# I Am Your Gummy Bear
I Am Your Gummy Bear prvi je studijski album njemačkog virtualnog sastava Gummibär. Objavila ga je 13. studenoga 2007. diskografska kuća Gummybear International. Album sadrži 20 pjesama uz pjesmu I Am A Gummy Bear (koja je najpoznatija pjesma) i 2 bonus pjesme.

## Popis pjesama
1. I Am A Gummy Bear (The Gummy Bear Song) – 3 min, 11 s
2. Funny DJ – 3 min, 12 s
3. I'm A Scatman – 3 min, 15 s
4. Cho Ka Ka O – 3 min, 10 s
5. Touch Me (Gummibär) – 3 min, 17 s
6. Gummy From Bom Bom Bay – 3 min, 20 s
7. Itsi Bitsi Bikini – 2 min, 34 s
8. Jodl Jodl Dance – 3 min, 2 s
9. Blue (Da Ba Dee) – 4 min
10. Dein Popo – 3 min, 10 s
11. Don't Do That – 3 min, 3 s
12. Le Mambo Du Décalco – 3 min, 25 s
13. Buj Buj Polka – 3 min, 6 s
14. Do You Think I'm Sexy? – 2 min, 11 s
15. Funny Bear (Goodnight Mix) – 54 s

### Bonus pjesme
1. Osito Gominola (Spanish Version) – 3 min, 10 s
2. Itt Van A Gummimaci (Hungarian Version) – 3 min, 10 s

## Vanjske poveznice
- Službena web-stranica
- Discogs